# Presidenti della Toscana
I presidenti della giunta regionale, dal 1970 al 1999, erano eletti dal consiglio regionale. In seguito alla riforma del 1999, l'elezione del presidente della Regione avviene per suffragio universale e diretto.

## Elenco
| Presidenti eletti dal Consiglio regionale        |            |                                  |                                    |                                  |                |                                   |                 |                   |                |
| Nominativo                                       | Nominativo | Nominativo                       | Partito                            | Giunta                           | Composizione   | Composizione                      | Mandato         | Mandato           | Legislatura    |
| Nominativo                                       | Nominativo | Nominativo                       | Partito                            | Giunta                           | Composizione   | Composizione                      | Inizio          | Fine              | Legislatura    |
|                                                  |            | Lelio Lagorio (1925-2017)        | Partito Socialista Italiano        | Lagorio I                        |                | Socialcomunismo PCI • PSI • PSIUP | 28 luglio 1970  | 28 luglio 1975    | I (1970)       |
| Lagorio II                                       |            | Lelio Lagorio (1925-2017)        | Partito Socialista Italiano        | PCI • PSI                        | 28 luglio 1975 | 26 settembre 1978                 | II (1975)       |                   |                |
|                                                  |            | Mario Leone (1922-2013)          | Partito Socialista Italiano        | Leone I                          |                | PCI • PSI                         | II (1975)       | 26 settembre 1978 | 28 luglio 1980 |
| Leone II                                         |            | Mario Leone (1922-2013)          | Partito Socialista Italiano        | PCI • PSI                        | 28 luglio 1980 | 31 maggio 1983                    | III (1980)      |                   |                |
|                                                  |            | Gianfranco Bartolini (1927-1992) | Partito Comunista Italiano         | Bartolini I                      |                | PCI • PdUPpC                      | III (1980)      | 31 maggio 1983    | 13 agosto 1985 |
| Bartolini II                                     |            | Gianfranco Bartolini (1927-1992) | Partito Comunista Italiano         | PCI • PSI • PSDI                 | 13 agosto 1985 | 10 luglio 1990                    | IV (1985)       |                   |                |
|                                                  |            | Marco Marcucci (1949)            | Partito Democratico della Sinistra | Marcucci                         |                | PCI • PSI • PSDI                  | 10 luglio 1990  | 11 gennaio 1992   | V (1990)       |
|                                                  |            | Vannino Chiti (1947)             | Partito Democratico della Sinistra | Chiti I                          |                | PDS • PSI • PSDI • PLI            | 11 gennaio 1992 | 13 giugno 1995    | V (1990)       |
| Presidenti eletti a suffragio universale diretto |            |                                  |                                    |                                  |                |                                   |                 |                   |                |
|                                                  |            | Vannino Chiti (1947)             | Democratici di Sinistra            | Chiti II                         |                | L'Ulivo PDS • PPI • FdV • FL      | 13 giugno 1995  | 18 maggio 2000    | VI (1995)      |
|                                                  |            | Claudio Martini (1951)           | Partito Democratico                | Martini I                        |                | DS • PPI • SDI • PdCI • FdV • PRI | 18 maggio 2000  | 6 maggio 2005     | VII (2000)     |
| Martini II                                       |            | Claudio Martini (1951)           | Partito Democratico                | DS • DL • SDI • PdCI • IdV • FdV | 6 maggio 2005  | 16 aprile 2010                    | VIII (2005)     |                   |                |
|                                                  |            | Enrico Rossi (1958)              | Partito Democratico                | Rossi I                          |                | PD • FdS • IdV • SEL              | 16 aprile 2010  | 17 giugno 2015    | IX (2010)      |
| Rossi II                                         |            | Enrico Rossi (1958)              | Partito Democratico                | PD                               | 17 giugno 2015 | 8 ottobre 2020                    | X (2015)        |                   |                |
|                                                  |            | Eugenio Giani (1959)             | Partito Democratico                | Giani                            |                | PD • IV • Art.1                   | 8 ottobre 2020  | in carica         | XI (2020)      |

## Presidenti per durata complessiva
| N. | Presidente           | Giorni in carica |
| -- | -------------------- | ---------------- |
| 1  | Enrico Rossi         | 3828             |
| 2  | Claudio Martini      | 3620             |
| 3  | Vannino Chiti        | 3050             |
| 4  | Lelio Lagorio        | 2982             |
| 5  | Gianfranco Bartolini | 2597             |
| 6  | Eugenio Giani        | 1777             |
| 7  | Mario Leone          | 1708             |
| 8  | Marco Marcucci       | 550              |